# 마취중진담
〈마취중진담〉은 버벌진트가 2009년 1월에 발표한 싱글앨범이다. 이 앨범에는 스윙스와 베이식이 참여했다.

## 수록곡
1. 달리자 (Feat. Swings & Basick)
2. Mathematical Madness (Feat. Swings)
3. 마취중진담
4. 달리자 (Inst.)